# Sextus Julius Caesar (praetor in 208 v.Chr.)
Sextus Julius Caesar was praetor in 208 v.Chr., in welke hoedanigheid hij de provincia Sicilia als ambtsgebied ontving. Bij zijn terugkeer naar Rome was hij een van de afgezanten die naar de consul Titus Quinctius Crispinus werd gestuurd, na de dood van diens collega, Marcellus, om hem te zeggen een dictator te benoemen, indien hijzelf niet naar Rome kon komen om de comitia te houden.

## Antieke bron
- Titus Livius, Ab Urbe Condita XXVII 21, 22, 29.

## Referentie
- W. Smith, art. Caesar (1), in W. Smith (ed.), A dictionary of Greek and Roman biography and mythology, I, Boston, 1867, p. 537.